# Yamaguchi Sodō

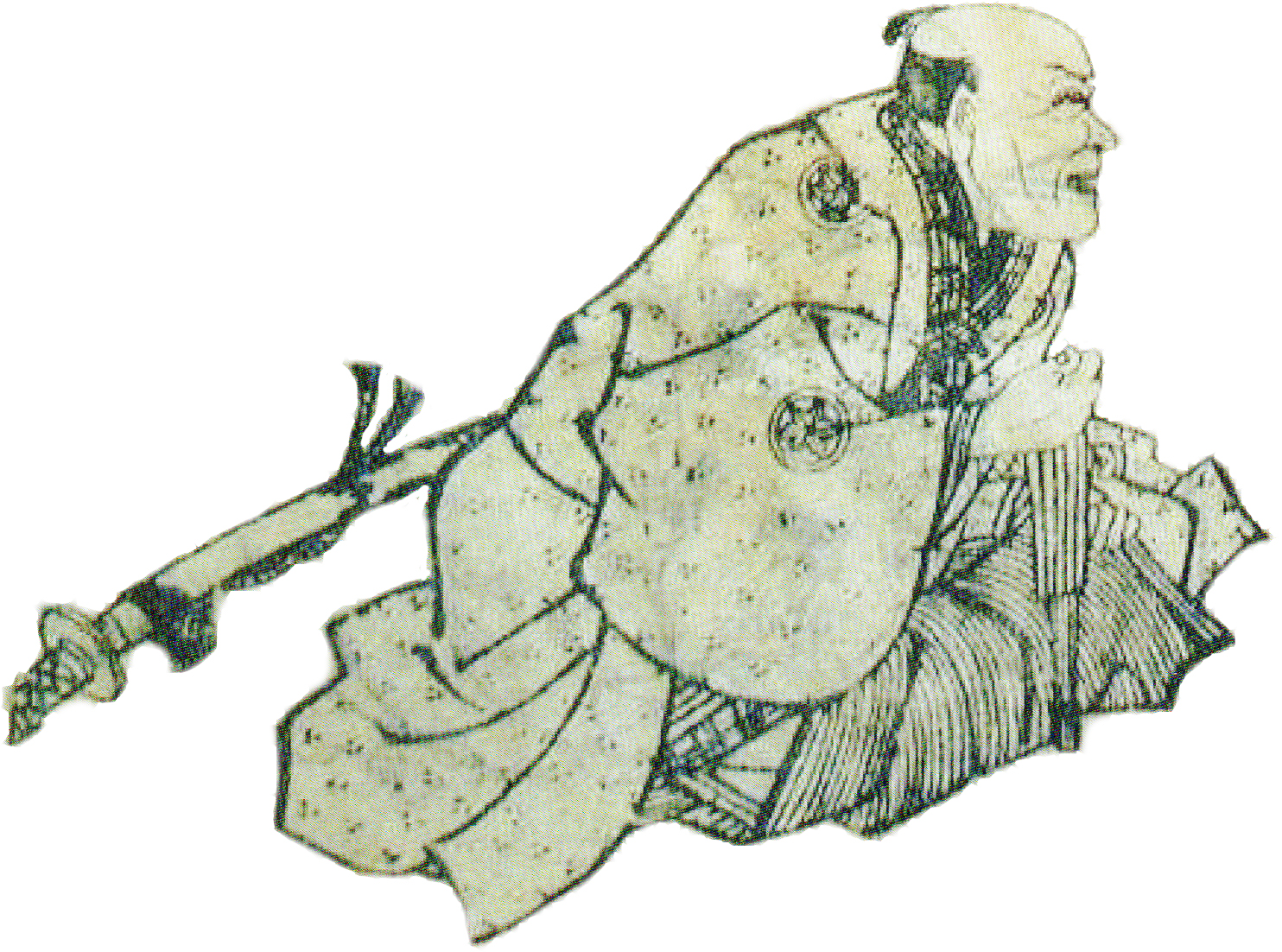
Yamaguchi Sodō

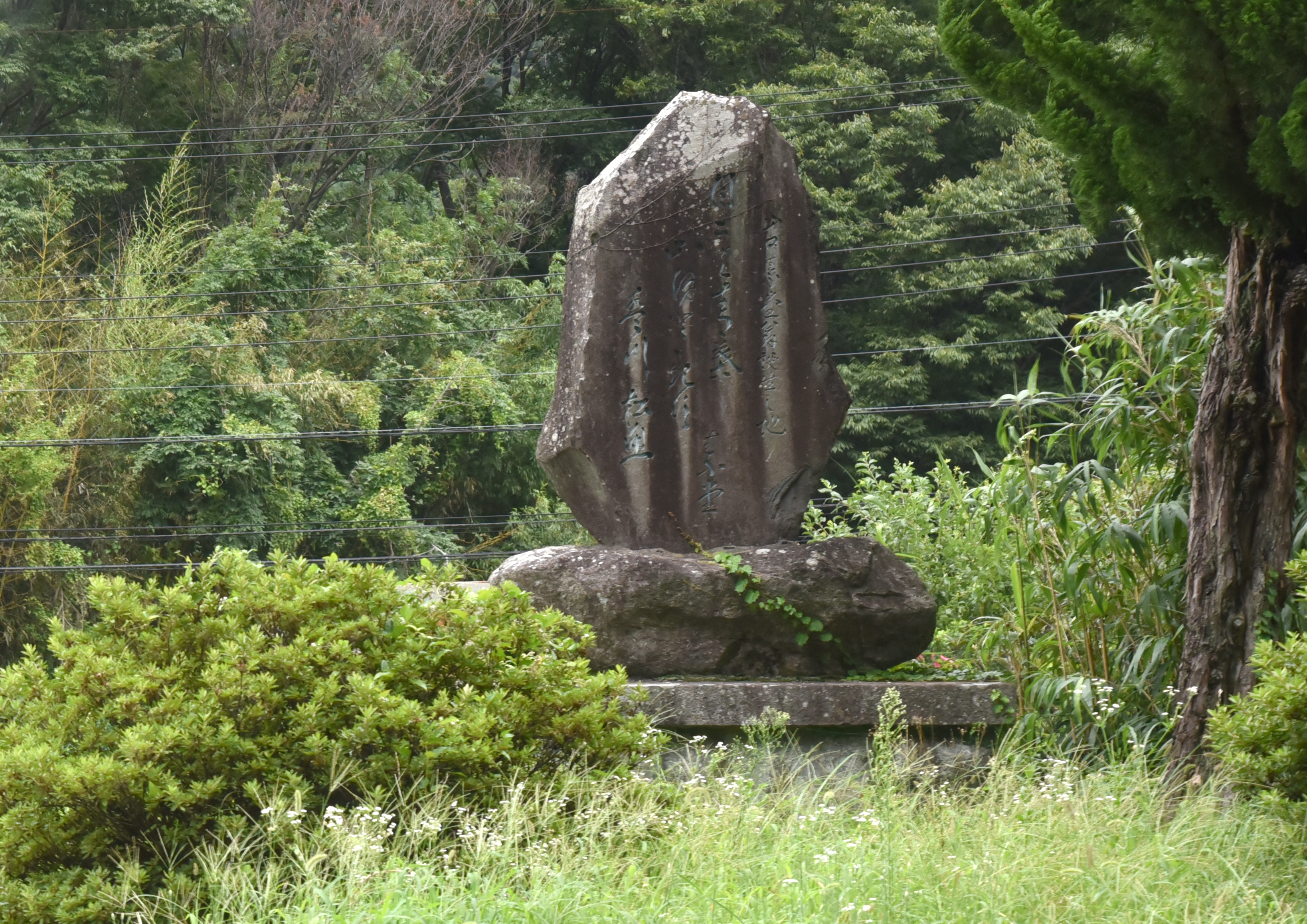
Gedenkstein an Yamaguchis Geburtsort

Yamaguchi Sodō (japanisch 山口 素堂, eigentlich Yamaguchi Nobuaki; geboren 1. Juni 1642 im Landkreis Kitakoma (Provinz Kai); gestorben 30. September 1716) war ein japanischer Haiku-Poet.

## Leben und Wirken
Yamaguchi Sodō zog als Junge mit seiner Familie nach Kōfu. Er wurde in eine wohlhabende Kaufmannsfamilie hineingeboren, die eine Sake-Brauerei betrieb. Er übernahm den Familienbetrieb, übergab er ihn aber im Alter von 20 Jahren an seinen jüngeren Bruder und widmete sich danach dem Lernen und der Literatur. Es heißt, dass er unter Hayashi Gahō (林 鵞峰; 1618–1680), einem konfuzianischen Gelehrten des Edo-Shogunats, ernsthaft klassisches Chinesisch studierte, aber auch Haiku unter Kitamura Kigin und Waka von der Shimizudani-Familie (清水谷家) in Kyōto lernte.
1675 lernte Yamaguchi den damals noch unbekannten Matsuo Bashō kennen, ihre Freundschaft dauerte bis zu Bashōs Tod. Yamaguchi war eine Zeit lang im Staatsdienst, aber im Frühjahr 1679, im Alter von 37 Jahren, trat er zurück und ging in den Ruhestand. 1685 zog er nach Katsushika (葛飾), einem Vorort von Edo. Er begann verstärkt, sich mit Haiku zu befassen und begründete den „Katsushika-Stil“, aber er hatte keine wirklichen Ambitionen in der Haiku-Welt. Er lebte ein literarisches Leben, das von einer reichen Bildung und einem feinen Geschmack getragen wurde. Er war auch Meister der Kalligraphie und der Tee-Zeremonie.
Yamaguchi hinterließ u. a. die Werke „Tokutoku no ku-awase“ (とくとくの句合) – etwa „Der Klang von Versbildung“ und „Haikai goshiko“ (俳諧五子稿) – „Fünf Haiku-Manuskripte“.